# Kees Diepeveen
K. (Kees) Diepeveen (Eefde, 5 augustus 1959) is een Nederlandse historicus, jurist, ambtenaar, bestuurder en GroenLinks-politicus.

## Biografie
Diepeveen studeerde van 1978 tot 1987 geschiedenis (afstudeerrichting 20e-eeuwse geschiedenis) en van 1981 tot 1986 rechten (afstudeerrichting privaatrecht en internationaal recht) aan de Vrije Universiteit Amsterdam. In 1988 was hij assistent-griffier en rechterlijk ambtenaar in opleiding bij de Rechtbank Groningen.
Diepeveen was van 1988 tot 1994 beleidsmedewerker bij de Tweede Kamerfractie van GroenLinks en van 1994 tot 1997 was hij communicatie- en beleidsadviseur bij Van Nimwegen & Partners. Van 1997 tot 2003 was hij bestuurs- en managementadviseur bij de gemeente Haarlemmermeer.
Als stadsdeelwethouder van Amsterdam-Noord (2003-2014) had hij in zijn portefeuille Ruimtelijke Ordening, Milieu, Volkshuisvesting, Diversiteit, Landelijk Gebied, Welzijn, Zorg, Armoedebeleid en Sport. In 2012 was hij kandidaat-Kamerlid voor de Tweede Kamerverkiezingen van 2012. Van 2014 tot 2015 werkte hij als zelfstandig adviseur.
Diepeveen was van 10 december 2015 tot 9 juni 2022 wethouder van Utrecht. Van 10 december 2015 tot 7 juni 2018 had hij in zijn portefeuille Zorg, Maatschappelijke Ondersteuning, Welzijn en Cultuur; daarna werden dat Wonen, Merwedekanaalzone, Grondzaken, Markten en havens, Openbare ruimte, Samen voor Overvecht en Wijk Overvecht.

## Privé
Diepeveen is getrouwd, heeft vier kinderen en is woonachtig in de Vogelenbuurt in Utrecht.